# 白鷺賞
白鷺賞（しらさぎしょう）は、兵庫県競馬組合が姫路競馬場で施行している地方競馬の重賞競走である。正式名称は「神戸新聞杯 白鷺賞」。競走名は姫路城の別名の白鷺城から。

## 概要
1973年にアングロアラブ系3歳（旧4歳）以上の重賞競走として創設。1980年までは12月に開催されていたが、1981年より秋季の開催に移行した。
施行距離は長らくダート2000mであったが、2003年よりダート1800mに短縮した。
2004年は開催せず、2005年はサラブレッド系の重賞競走として開催された。
2020年に姫路競馬場の開催再開に伴い15年ぶりに復活、北陸・東海・近畿地区交流重賞としてリニューアルし行われた。施行距離はダート2000mに戻り、優勝賞金は前回までの450万円から800万円に増額された。
2021年からは西日本交流となり高知、佐賀まで交流地区が拡大された。また、優勝賞金が1000万円に増額となった。

### 条件・賞金（2025年）
出走条件
サラブレッド系4歳以上、近畿・東海・北陸・四国・九州所属。他地区所属馬の出走枠は5頭以下と定められている。
負担重量
定量（牡・騸56kg、牝54kg）
賞金額
1着1000万円、2着350万円、3着200万円、4着150万円、5着100万円。

## 歴代優勝馬（1986年以降）
| 回数   | 施行日         | 距離  | 優勝馬             | 性齢 | 所属 | タイム | 優勝騎手   | 管理調教師 |
| ------ | -------------- | ----- | ------------------ | ---- | ---- | ------ | ---------- | ---------- |
| 第30回 | 1986年11月12日 | 2000m | ダイテンマンナ     | 牡5  | 園田 | 2:16.1 | 稻田彰宏   | 柿木義也   |
| 第31回 | 1987年11月11日 | 2000m | ホリマサル         | 牡7  | 園田 | 2:17.4 | 寺嶋正勝   | 山本勝     |
| 第32回 | 1988年6月29日  | 2000m | ビソウエルシド     | 牡4  | 園田 | 2:13.0 | 寺嶋正勝   | 鴨林武男   |
| 第33回 | 1989年11月3日  | 2000m | シルバーブリツト   | 牝7  | 園田 | 2:17.6 | 小牧太     | 曾和直榮   |
| 第34回 | 1990年11月7日  | 2000m | ワールドテキロ     | 牡5  | 園田 | 2:16.7 | 保利幸作   | 保利照美   |
| 第35回 | 1991年11月13日 | 2000m | アポロセブン       | 牡5  | 園田 | 2:18.4 | 小牧太     | 曾和直榮   |
| 第36回 | 1992年11月20日 | 2000m | ボールドホーマー   | 牡5  | 園田 | 2:13.8 | 森繁       | 森澤憲一郎 |
| 第37回 | 1993年11月19日 | 2000m | ユウターノボル     | 牡5  | 西脇 | 2:15.1 | 保利良次   | 山田耕造   |
| 第38回 | 1994年11月18日 | 2000m | マルセンガバナー   | 牡7  | 園田 | 2:15.3 | 田中道夫   | 薮田勝也   |
| 第39回 | 1995年11月22日 | 2000m | リキセイコー       | 牡6  | 園田 | 2:14.2 | 尾原強     | 手嶋啓治   |
| 第40回 | 1996年11月20日 | 2000m | フジノファイター   | 牡5  | 西脇 | 2:15.1 | 三野孝徳   | 山田耕造   |
| 第41回 | 1997年11月19日 | 2000m | テンリライダー     | 牡5  | 園田 | 2:18.1 | 米田幸治   | 前田高明   |
| 第42回 | 1998年11月18日 | 2000m | ニホンカイユーノス | 牡5  | 園田 | 2:13.0 | 小牧太     | 曾和直榮   |
| 第43回 | 1999年10月27日 | 2000m | ユウターヒロボーイ | 牡6  | 西脇 | 2:13.9 | 下原理     | 寺嶋正勝   |
| 第44回 | 2000年11月15日 | 2000m | マノノトップガン   | 牡5  | 西脇 | 2:16.1 | 赤木高太郎 | 渡邊幸生   |
| 第45回 | 2001年11月14日 | 2000m | ハッコーディオス   | 牡4  | 園田 | 2:17.0 | 岩田康誠   | 清水正人   |
| 第46回 | 2002年10月31日 | 2000m | クールテツオー     | 牡4  | 園田 | 2:15.2 | 岩田康誠   | 中野明     |
| 第47回 | 2003年9月17日  | 1800m | サンキュウホマレ   | 牡4  | 園田 | 1:59.9 | 青山裕一   | 松尾一幸   |
| 第48回 | 2005年3月2日   | 1800m | ウエイトフォー     | 牡4  | 西脇 | 1:59.5 | 宮西晃宏   | 利國雪城   |
| 第49回 | 2020年1月30日  | 2000m | タガノゴールド     | 牡9  | 園田 | 2:11.5 | 下原理     | 新子雅司   |
| 第50回 | 2021年1月28日  | 2000m | ジンギ             | 牡5  | 西脇 | 2:11.9 | 田中学     | 橋本忠明   |
| 第51回 | 2022年2月3日   | 2000m | ジンギ             | 牡6  | 西脇 | 2:14.8 | 田中学     | 橋本忠明   |
| 第52回 | 2023年2月2日   | 2000m | ヒストリーメイカー | 牡9  | 佐賀 | 2:12.5 | 石川慎将   | 手島勝利   |
| 第53回 | 2024年2月15日  | 2000m | ラッキードリーム   | 牡6  | 園田 | 2:14.3 | 下原理     | 新子雅司   |
| 第54回 | 2025年2月13日  | 2000m | オディロン         | 牡6  | 園田 | 2:14.2 | 下原理     | 森澤友貴   |

## 各回競走結果の出典（外部リンク）
- 白鷺賞　歴代優勝馬 - 地方競馬全国協会
- JBISサーチ
  - 1986年、1987年、1988年、1989年、1990年、1991年、1992年、1993年、1994年、1995年、1996年、1997年、1998年、1999年、2000年、2001年、2002年、2003年、2005年、2020年、2021年、2022年、2023年、2024年、2025年